# Marquesado de Teverga
El marquesado de Teverga es un título nobiliario español, instaurado por merced del rey Amadeo I el 11 de febrero de 1873 a favor de José García-San Miguel y López, empresario asturiano oriundo de Quiloño.

## Marqueses de Teverga
| Creación en 1873 por Amadeo de Saboya | Creación en 1873 por Amadeo de Saboya     | Creación en 1873 por Amadeo de Saboya |
| ------------------------------------- | ----------------------------------------- | ------------------------------------- |
| I                                     | José García-San Miguel y López            | 1873-1884                             |
| II                                    | Julián García San Miguel y Zaldúa         | 1885-1911                             |
| III                                   | Victoriano García San Miguel y Tamargo    | 1912-1939                             |
| IV                                    | Julián García San Miguel y Uría           | 1956-1965                             |
| V                                     | Victoriano García San Miguel Escriñá      | 1965-1990                             |
| VI                                    | María Belén García San Miguel y Fernández | 1991-                                 |